# Pont du Fourneau
Le pont du Fourneau est un pont en béton armé enjambant la Loire situé entre la commune de Beaulon dans le département de l'Allier et la ville de Bourbon-Lancy dans le département de Saône-et-Loire.

## Description
C'est un pont droit routier d'une longueur de 273 m environ, entièrement en béton armé avec un tablier supérieur reposant sur 5 arches.

## Géographie
Le pont est situé entre les régions Auvergne-Rhône-Alpes et Bourgogne-Franche-Comté et les départements de l'Allier et de Saône-et-Loire joignant par la RD973 le bourg de Garnat-sur-Engièvre (Allier) et Bourbon-Lancy en Saône-et-Loire.

## Histoire
Achevé en 1932, le pont actuel a remplacé un ancien pont suspendu.
Le pont a été entièrement rénové en 2012-2013 pour 3,6 millions d'euros. Il est emprunté par 2 300 véhicules par jour.

## Caractéristiques

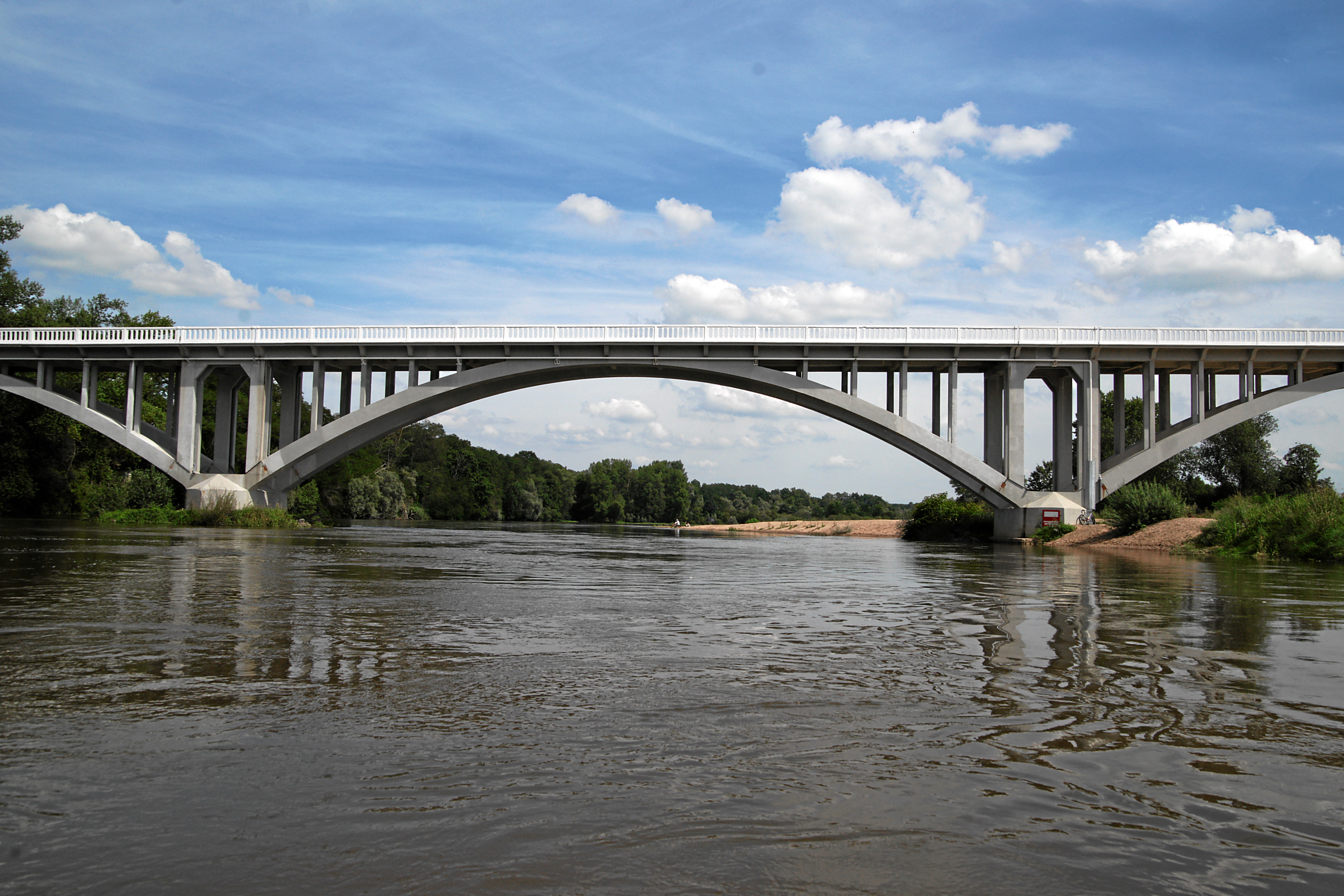
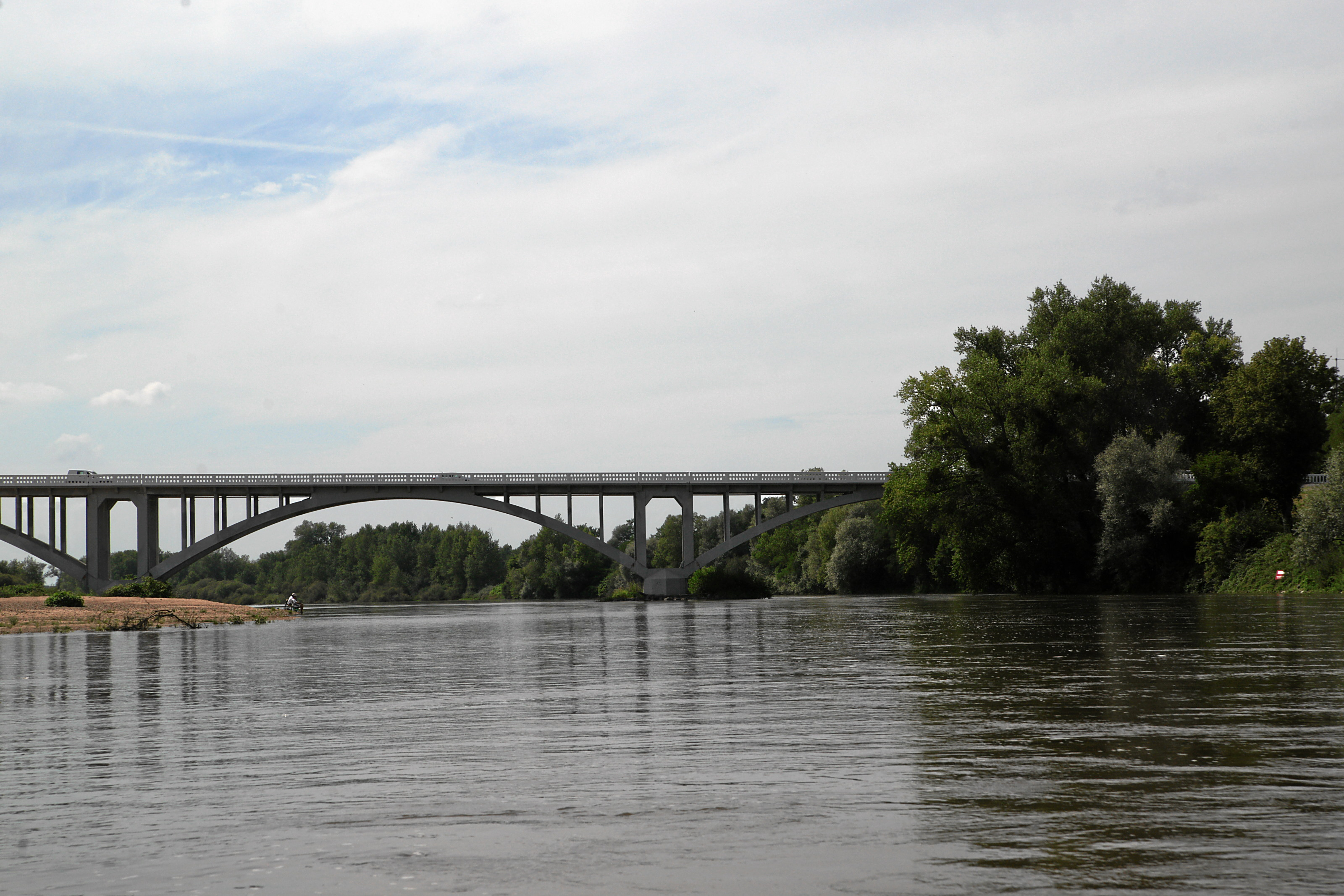